# Nicolas Arnoul
Pour les articles homonymes, voir Arnoul.
Nicolas Arnoul, né à Paris le 18 novembre 1608, et mort à Marseille le 18 octobre 1674, est un administrateur français, commissaire général de la marine en Provence en 1641 et intendant des galères à Marseille (1665-1674).

## Les débuts de Nicolas Arnoul

### Commissaire de la marine
Nicolas Arnoul est le fils de Bernard Arnoul et de Marguerite Taron. Il entre au service de François Sublet des Noyers, intendant des fortifications de Picardie puis secrétaire d’État à la guerre. Il gagne la faveur de Richelieu qui l’envoie en mission secrète en Écosse puis en Espagne. En 1640, il est nommé commissaire général de la marine en Provence avec résidence à Toulon. Il se montre bon administrateur se préoccupant du curage du port et de l’extension de l’arsenal. La disparition de Richelieu qu’il avait rencontré pour la dernière fois à Tarascon et pour lequel il avait une grande admiration, l’amena à quitter la marine en 1642.

### Entreprises diverses
Le 15 février 1643, il épouse Geneviève Saulger, fille de Pierre Saulger, conseiller du roi. Ils ont cinq enfants, dont les intendants de marine Pierre Arnoul et Nicolas-François Arnoul de Vaucresson. En 1646, il achète la seigneurie de Lormoy près de Montlhéry et la met en valeur. En 1650, il achète le droit de navigation sur l’Ourcq et s’occupe de l’exploitation de bois de la forêt d’Ouyson. Il en tire profit mais la mort du duc d’Orléans en 1660, avec lequel il est en rapport, entraîne sa dépossession des droits d’exploitation.
Il se lance dans une affaire qui sera pour lui un véritable désastre financier en participant financièrement à la charge de trésorier général de l’artillerie de Bragelone dont la gestion fut lamentable. À la mort de ce dernier en 1657, Arnoul dut rembourser les sommes empruntées. Il fut complètement ruiné et réussit cependant à sauver les biens de sa femme en lui faisant déposer une instance de séparation de biens qui sera accordée le 21 mars 1660. Il fallut même qu’il vende son mobilier.

## Nicolas Arnoul à Marseille
Grâce à l’appui de Colbert, il exerce à Fontainebleau en 1664 les fonctions d’intendant des Bâtiments du roi. Puis le 10 avril 1665, il est nommé intendant de justice, police et finances des fortifications de Provence et de Piémont et des galères de France. Il arrive à Marseille couvert de dettes. La chance va tourner à son profit grâce à des bénéfices réalisés dans la fourniture du salpêtre, mais surtout aux travaux d’agrandissement de la ville de Marseille.

### L’homme d’affaires
Il place de l’argent dans des compagnies de commerce, ce qui améliore sa situation financière malgré la poursuite d’une ancienne affaire où il est accusé d’avoir exploité des bois en dehors de sa concession. Cette affaire ne sera toujours pas réglée à son décès. Arnoul n’en éteint pas moins ses dettes. Il se constitue progressivement un patrimoine important. Il achète en 1667 le domaine de la Tour ronde situé près du village de Nangeville en Beauce et surtout la magnifique seigneurie de Vaucresson près de Versailles. Mais l'investissement le plus rentable est réalisé à Marseille par l'achat à la congrégation des Bernardines d'un terrain de 4 000 m2 environ situé quai de Rive-Neuve, le long de la rive sud du Vieux-Port et jouxtant le chantier naval inclus dans le périmètre de l'arsenal des galères. Nicolas Arnoul y fait construire des magasins qui seront très rentable, tirant profit de ses fonctions pour réaliser une opération financière.

### Conflit avec la municipalité marseillaise
Colbert ayant mis en garde Arnoul contre tout excès de confiance envers les marseillais, l’intendant éprouva une grande méfiance envers les échevins jusqu’à entrer en conflit avec eux. Arnoul, pour procéder à la mise en place d’un arsenal et d’un chantier de construction de galères, décida de s’approprier le Plan Formiguier, actuellement partie nord du quai des Belges, et de mettre les échevins devant le fait accompli alors que cet emplacement était utilisé pour la construction de bateaux de commerce. Les échevins avertirent Lange de Bonin, ancien premier échevin de Marseille, leur député à Paris, qui intervint auprès de Colbert accusant Arnoul de concussion, ce qui était exagéré. Le ministre fit faire une enquête. Les accusations n’étant pas prouvées et les échevins se rétractant, Bonin qui avait attaqué Arnoul avec tant d’imprudence, fut mis en prison à la Bastille le 14 décembre 1667.
Cependant Arnoul fut blâmé par Colbert d’avoir dépossédé les marseillais de leur chantier de construction. L’intendant dut se préoccuper de procurer aux particuliers un chantier de construction navale du côté du couvent des Bernardines, sur la rive méridionale du vieux port, actuellement quai de rive neuve. Pour cela, la ville acheta une partie du jardin du couvent de cette congrégation religieuse et le roi remboursa la municipalité de cette dépense. Ne perdant pas de vue ses propres intérêts, Arnoul fit acheter par sa femme et pour un prix dérisoire, un terrain contigu appartenant à ce couvent et y fit construire des entrepôts et magasins connus sous le nom de « Marquisat » qui furent très rentables.
Louis Joseph duc de Vendôme et de Penthièvre, gouverneur de Provence, sut calmer les esprits et put faire arrêter les travaux de comblement d’une partie du port entrepris par Arnoul. Enfin, le député Bonin fut libéré de la Bastille fin avril 1668 ce qui mettait un terme à la crise.

## L’agrandissement de Marseille

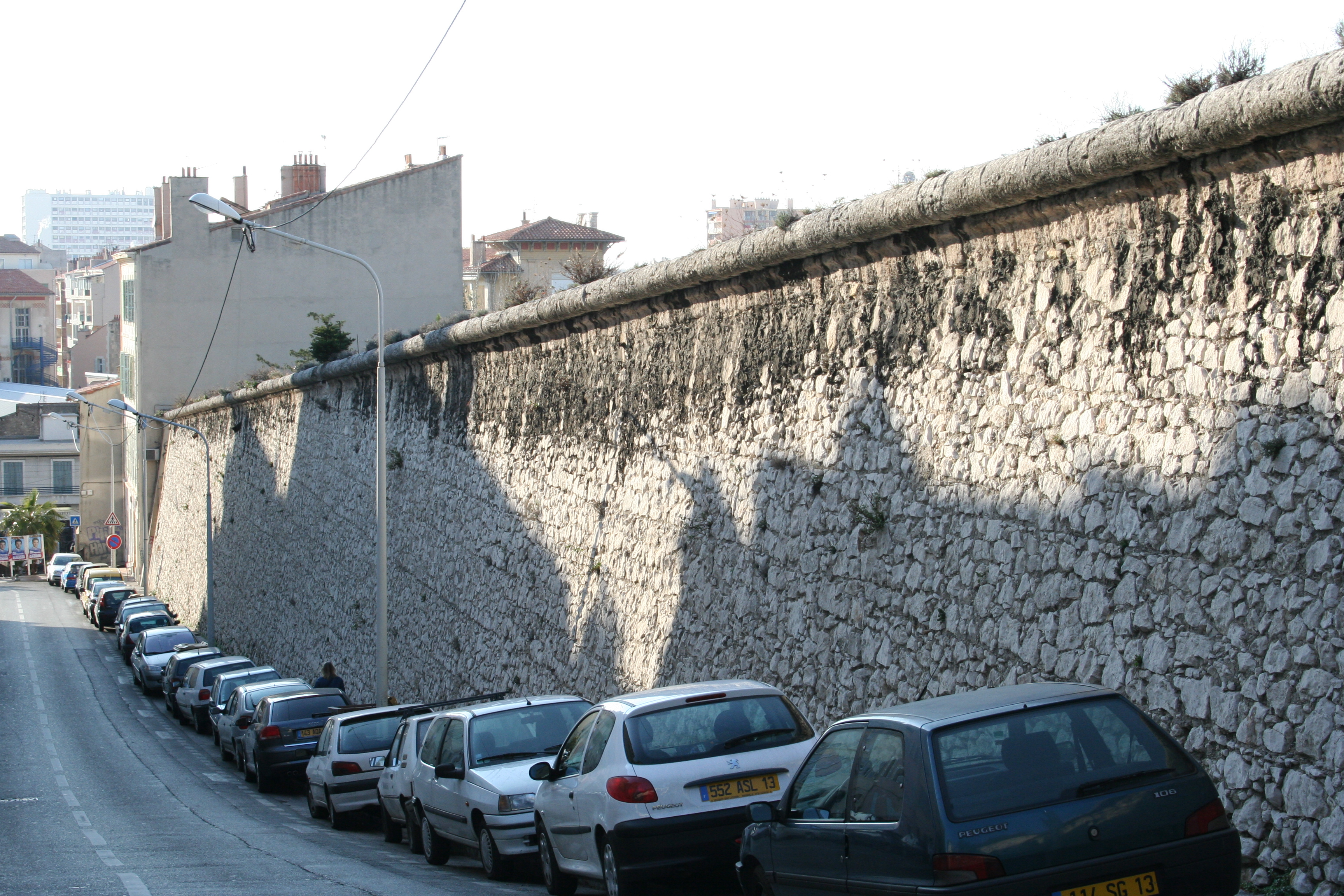
Vestige du rempart situé rue des Lices à Marseille.

En même temps qu’était créé un nouvel arsenal des galères, Nicolas Arnoul envisageait l’agrandissement de la ville, projet qui lui avait été suggéré par Henri Gérard de Bénat. Il s’employa à obtenir une décision favorable du roi qu’il obtint rapidement sous forme de lettre patente du 16 juin 1666. Pour réaliser ce projet, trouver les ressources financières et régler les conflits, Colbert avait eu la sagesse de mettre en place une commission composée notamment de Nicolas Arnoul, véritable cheville ouvrière, Henri de Forbin Maynier d’Oppède, premier président du parlement de Provence, et Dominique Guidi, trésorier général de France en la généralité d’Aix.
Le projet consistait à abattre le rempart du Moyen Âge et à construire une nouvelle enceinte englobant les quartiers ruraux de l’époque ainsi que le nouvel arsenal. Dès l’annonce de ce projet, une vive opposition se manifesta chez les habitants, mais le projet se réalisa. Arnoul demanda à Pierre Puget, sculpteur, peintre et architecte, d’établir les plans d’aménagement des nouveaux quartiers, mais son projet dressé dès 1667 ne fut pas retenu.
Le périmètre définitif des nouveaux remparts ne fut arrêté que le 20 mars 1669 après de nombreux projets. Le nouveau rempart partait du boulevard des Dames, remontait le boulevard Charles Nédélec, puis suivait les boulevards Dugommier, Garibaldi, le cours Julien, les boulevards Thurner, Salvator, Paul Peytral, la rue Roux de Brignoles, puis englobait Saint Victor pour rejoindre le fort Saint Nicolas.
La superficie intra muros de la ville passait de 65 ha à 195 ha. Le nouveau rempart ne fut terminé qu’en 1694. Il fut progressivement démoli pour faire face à l’expansion urbaine, seule une partie située le long de la rue des Lices située entre le jardin Pierre Puget et la place Joseph Étienne est encore visible.
L’organisation administrative avait dû être modifiée pour donner satisfaction aux échevins. Le 6 mars 1668, la ville de Marseille était substituée à Roustan. Un bureau de l’agrandissement fut créé en août 1669. Gaspard Puget, frère de Pierre Puget, et Mathieu Portal, architectes furent chargés du tracé des nouvelles voies.

## Fin de vie
Arnoul eut une première alerte sérieuse en janvier 1668 : une hémiplégie le priva pendant un mois de l’usage d’une jambe. Une crise de pneumonie se déclara en 1672, ce qui l’obligea à suivre une cure thermale à Digne en juillet, puis en septembre 1672. Après une rechute, il fit une nouvelle cure en mai et juin 1673.
C'est pendant cette cure thermale qu'il fit la connaissance de Françoise de Soissan de La Bédosse, qui eut ensuite une grande influence sur lui et sa famille, dirigeant leurs affaires financières et arrangeant trois mariages : la veuve de Nicolas Arnoul avec son fils aîné, la fille de Nicolas Arnoul avec son fils cadet et elle-même avec le fils de Nicolas Arnoul, Pierre Arnoul.
Il fut nommé le 10 juillet 1673 intendant de la Marine à Toulon afin de succéder à Matharel qui venait de mourir en poste tandis que son fils Pierre lui succédait. Il partit fin août 1673 pour Toulon, mais ne résista pas aux fatigues de sa nouvelle installation. Au début de 1674, il était frappé d’une apoplexie et fut complètement paralysé. Il fut ramené le 23 mars 1674 à Marseille où il mourut le 18 octobre 1674. Ses obsèques eurent lieu le 20 octobre 1674 dans l’église des Carmes Déchaussés, située à proximité de sa résidence, actuellement entre les rues Paradis, Vacon et Haxo. Son fils Pierre Arnoul, qui lui avait déjà succédé comme intendant de marine à Toulon, lui succéda dans cette fonction à Marseille.
L'inventaire après-décès dressé pour le partage des biens décrit le décor raffiné de l'appartement de Nicolas Arnoul : cabinet de curiosités renfermant bronzes antiques, médailles, livres rares reliés en maroquin, tapis de Turquie, vaisselle d'argent etc. Sa réussite financière après ses premiers déboires est patente.

### Sources et bibliographie
: document utilisé comme source pour la rédaction de cet article.
- Gaston Rambert, Nicolas Arnoul, intendant des galères à Marseille (1665-1674) ses lettres et mémoires relatifs à l’agrandissement de la ville et à l’entretien du port, Marseille, Les éditions de Provincia, 1931, (OCLC 410020708).
- Adrien Blès, Dictionnaire historique des rues de Marseille : Mémoire de Marseille, Marseille, Jeanne Laffitte, 1989, 441 p., 32 × 22 cm (ISBN 2-86276-195-8, OCLC 21443673).
- Marc Bouiron, Philippe Rigaud, Paul Bloesch, « La rive sud du port de Marseille. À propos d’une vue inédite de Marseille en 1662 », in Marseille : trames et paysages urbains de Gyptis au roi René : actes du colloque international d'archéologie, Marseille, 3-5 novembre 1999, Collection « Études massaliètes », n°7, Aix-en-Provence, Édisud, 2001  (ISBN 2-7449-0250-0) (OCLC 470174923).
- André Zysberg, Marseille au temps du Roi-Soleil : la ville, les galères, l'arsenal, Marseille, Jeanne Laffitte, 2007, 304 p. (ISBN 978-2-86276-409-2, OCLC 184822656), p. 73